# Еколошка питања у Бугарској
Као и друге земље у совјетској сфери утицаја, Бугарска је снажно подстицала тешку индустрију и интензивну пољопривреду, али није ублажила еколошке последице такве политике. Као резултат тога, раних 1990-их, процењено је да је 60 процената пољопривредног земљишта било загађено ђубривима и пестицидима, две трећине река је било загађено, а две трећине шума првог реда је уништено.
Иако се еколошка свест побољшала у посткомунистичкој ери, недостатак административне снаге државе и страх од незапослености спречили су сузбијање многих опасних пракси. На пример, четири реактора једине бугарске нуклеарне електране, нуклеарне електране Козлодуј, проглашена су небезбедним почетком 1990-их, али је до првог затварања реактора дошло тек 2003. године. Сва четири оригинална ВВЕР-440 /230 реактора су од тада угашена, а само два новија ВВЕР-1000 блока су још увек у функцији.
Пошто је чишћење било економски проблематично у посткомунистичкој ери, средином 2000-их Бугарска је још увек имала озбиљне еколошке кризе. Међу њима је било загађење ваздуха; немогућност филтрирања отпадних вода у реке, што доводи до концентрације непречишћене канализације, тешких метала и детерџената ; јако осиромашен природни шумски покривач ; оштећења шума од загађења ваздуха и киселих киша које су настале; и контаминацију земљишта тешким металима као резултат неправилног одлагања индустријског отпада.
Током 1990-их и раних 2000-их, нагли пораст моторних возила која користе оловно гориво погоршао је загађење ваздуха у градовима. Агенција надлежна за заштиту од свих облика загађивања животне средине је Министарство животне средине и вода. Очекује се да ће изгледи за чланство у Европској унији (ЕУ) подићи еколошке стандарде Бугарске.
Бугарска је за 2018. имала средњу оцену индекса интегритета шумског пејзажа од 6,09/10, што је сврстава на 86. место у свету од 172 земље.